# Acraea choloui
Acraea choloui är en fjärilsart som beskrevs av Pierre 1979. Acraea choloui ingår i släktet Acraea och familjen praktfjärilar. Inga underarter finns listade i Catalogue of Life.